# Municipio de Middle Branch
El municipio de Middle Branch (en inglés: Middle Branch Township) es un municipio ubicado en el condado de Osceola en el estado estadounidense de Míchigan. En el año 2010 tenía una población de 843 habitantes y una densidad poblacional de 9,16 personas por km².

## Geografía
El municipio de Middle Branch se encuentra ubicado en las coordenadas 44°1′50″N 85°8′50″O / 44.03056, -85.14722. Según la Oficina del Censo de los Estados Unidos, el municipio tiene una superficie total de 92.02 km², de la cual 91,94 km² corresponden a tierra firme y (0,08 %) 0,08 km² es agua.

## Demografía
Según el censo de 2010, había 843 personas residiendo en el municipio de Middle Branch. La densidad de población era de 9,16 hab./km². De los 843 habitantes, el municipio de Middle Branch estaba compuesto por el 97,63 % blancos, el 0,36 % eran afroamericanos, el 0,59 % eran amerindios, el 0,12 % eran de otras razas y el 1,3 % eran de una mezcla de razas. Del total de la población el 1,66 % eran hispanos o latinos de cualquier raza.